# Albuca leucantha
Albuca leucantha är en sparrisväxtart som beskrevs av U.Müll.-doblies. Albuca leucantha ingår i släktet Albuca och familjen sparrisväxter. Inga underarter finns listade i Catalogue of Life.